# Lori Lightfoot
Lori Elaine Lightfoot (Massillon, Ohio, 4 de agosto de 1962) es una política estadounidense, alcaldesa de Chicago, la tercera ciudad más grande de Estados Unidos, desde 2019 hasta 2023.
Fue elegida en la segunda vuelta de las elecciones realizada el 2 de abril de 2019. Es la primera mujer afroamericana y abiertamente lesbiana que ocupa la alcaldía de la ciudad. «Soy una persona que decidió no escalar la escalera de la corrupción de un partido político», sostiene Lightfoot como filosofía personal. «No ostento título alguno, ni de comisario ni de jefe del partido», reiteró.
Fue asistente del fiscal general para pasar después a la práctica legal privada como socia en Mayer Brown. Ocupó diversos cargos gubernamentales en la ciudad de Chicago, especialmente como presidenta de la Junta de Policía.